# Kapaoria
Kapaoria is een geslacht van rechtvleugeligen uit de familie Pyrgomorphidae. De wetenschappelijke naam van dit geslacht is voor het eerst geldig gepubliceerd in 1898 door Bolívar.

## Soorten
Het geslacht Kapaoria omvat de volgende soorten:
- Kapaoria flava Willemse, 1936
- Kapaoria flavomaculata Willemse, 1955
- Kapaoria novaeguineae Bolívar, 1898